# Puerto Bermúdez
Puerto Bermúdez es una localidad peruana, capital del distrito homónimo ubicado en la provincia de Oxapampa en el departamento de Pasco. Se encuentra a 234 m s. n. m. y tiene una población de 17 908 hab. Su nombre es un homenaje al coronel Remigio Morales Bermúdez, presidente de 1890 a 1894, en cuyo gobierno se concluyó la construcción de la vía del Pichis, que conectó la localidad al resto del país.

## Historia
Las primeras referencias históricas del valle del  Pichis y del Pachitea en donde se asienta el municipio de Puerto Bermúdez se remontan al año 1726, de mano de los grupos franciscanos que llegaron hasta las orillas del Río Pichis. Muchos de estos franciscanos eran de origen vasco, quedando reflejada su presencia en la toponimia local, como por ejemplo, los ríos Neguachi, Nazarategui  o Azupizú que discurren en las proximidades de Puerto Bermúdez.
En la década de 1890, los grupos caucheros comenzaron a establecerse en las orillas del río Azupizú, denominándolo Puerto Tukker. Posteriormente,  los asentamientos se trasladaron a la boca del río Chivis. En 1893 los pobladores locales se asentaron definitivamente en el emplazamiento territorial que hoy ocupa el municipio de Puerto Bermúdez, a orillas del Río Pichis, denominándolo Balarezo o Puerto Balarezo.
Según los historiadores, el nombre original de lugar es Coriaqui, bautizado por los grupos nativos Asháninka. Según las leyendas locales, este nombre fue dado por Shashinto, cambiando más tarde el nombre del emplazamiento debido o a la muerte de su esposa Kuviry, que fue asesinada a machetazos a manos de los caucheros, adoptando desde ese entonces y hasta la actualidad el nombre de Kuviriaki.
Actualmente e históricamente, el municipio y el entorno está habitado por personas de la etnia asháninca y por sus descendientes, siendo el asháninca y el español las principales lenguas del lugar. En la población se encuentra el Albergue Humboldt, fundado por el ingeniero y aventurero navarro Jesús López de Dicastillo.

## Clima
| Parámetros climáticos promedio de Puerto Bermúdez | Parámetros climáticos promedio de Puerto Bermúdez | Parámetros climáticos promedio de Puerto Bermúdez | Parámetros climáticos promedio de Puerto Bermúdez | Parámetros climáticos promedio de Puerto Bermúdez | Parámetros climáticos promedio de Puerto Bermúdez | Parámetros climáticos promedio de Puerto Bermúdez | Parámetros climáticos promedio de Puerto Bermúdez | Parámetros climáticos promedio de Puerto Bermúdez | Parámetros climáticos promedio de Puerto Bermúdez | Parámetros climáticos promedio de Puerto Bermúdez | Parámetros climáticos promedio de Puerto Bermúdez | Parámetros climáticos promedio de Puerto Bermúdez | Parámetros climáticos promedio de Puerto Bermúdez |
| Mes                                               | Ene.                                              | Feb.                                              | Mar.                                              | Abr.                                              | May.                                              | Jun.                                              | Jul.                                              | Ago.                                              | Sep.                                              | Oct.                                              | Nov.                                              | Dic.                                              | Anual                                             |
| ------------------------------------------------- | ------------------------------------------------- | ------------------------------------------------- | ------------------------------------------------- | ------------------------------------------------- | ------------------------------------------------- | ------------------------------------------------- | ------------------------------------------------- | ------------------------------------------------- | ------------------------------------------------- | ------------------------------------------------- | ------------------------------------------------- | ------------------------------------------------- | ------------------------------------------------- |
| Temp. máx. media (°C)                             | 32                                                | 31                                                | 31                                                | 32                                                | 32                                                | 31                                                | 31                                                | 32                                                | 33                                                | 32                                                | 32                                                | 32                                                | 31.8                                              |
| Temp. media (°C)                                  | 25.6                                              | 25.6                                              | 25.6                                              | 25.8                                              | 25.4                                              | 24.9                                              | 24.5                                              | 25.1                                              | 25.8                                              | 26                                                | 25.8                                              | 25.6                                              | 25.5                                              |
| Temp. mín. media (°C)                             | 22                                                | 22                                                | 22                                                | 22                                                | 22                                                | 20                                                | 19                                                | 20                                                | 21                                                | 22                                                | 22                                                | 22                                                | 21.3                                              |
| Fuente n.º 1: Accuweather                         |                                                   |                                                   |                                                   |                                                   |                                                   |                                                   |                                                   |                                                   |                                                   |                                                   |                                                   |                                                   |                                                   |
| Fuente n.º 2: climate-data.org                    |                                                   |                                                   |                                                   |                                                   |                                                   |                                                   |                                                   |                                                   |                                                   |                                                   |                                                   |                                                   |                                                   |